# Adhésine bactérienne

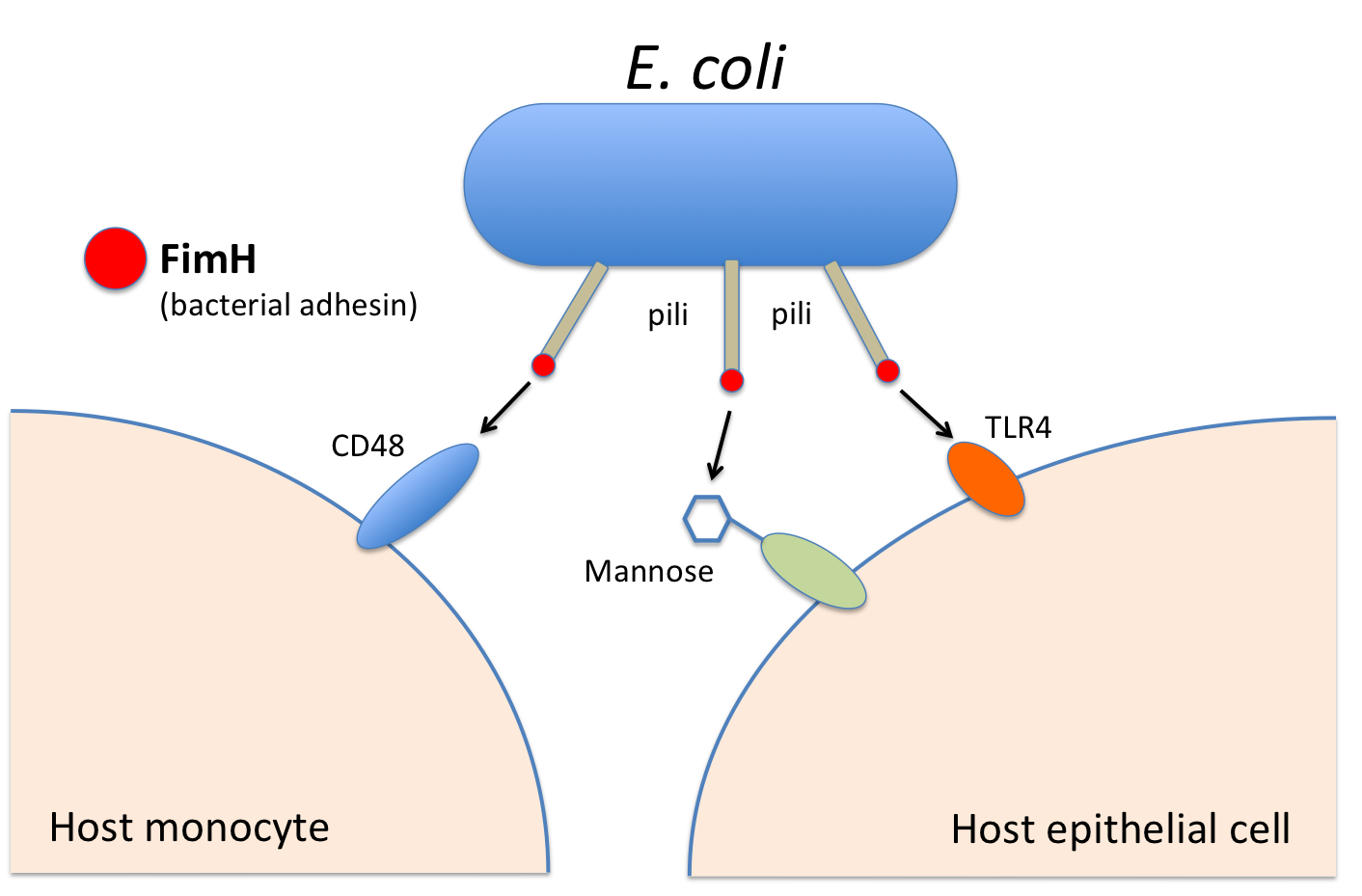
Adhésine FimH (en rouge sur le schéma)

L’adhésine bactérienne est un antigène qui se situe à la surface des germes, qui permet aux bactéries d'adhérer aux cellules qu'elles infectent.